# أندري ماكارينكو
أندري ماكارينكو هو لاعب كرة قدم بيلاروسي في مركز الدفاع، ولد في 16 مارس 2002 في Malyja Niamki ‏ في بيلاروس. شارك مع منتخب روسيا البيضاء تحت 17 سنة لكرة القدم. أما مع النوادي، فقد لعب مع شاختيور سوليجورسك.

## وصلات خارجية
- أندري ماكارينكو على موقع قاعدة بيانات كرة القدم.إي يو (الإنجليزية)
- أندري ماكارينكو على موقع Soccerway.com (الإنجليزية)